# Георгиевское (Кинешемский район)
Георгиевское — село в Кинешемском районе Ивановской области. Входит в состав Ласкарихинского сельского поселения. Исторические названия — Валы, Егорьевское.

## География
Село расположено в юго-восточной части Ласкарихинского сельского поселения, на левом берегу реки Волги (Горьковское водохранилище), вблизи залива, образованного устьем реки Желваты. На противоположном берегу Волги, несколько выше по течению, находится село Решма.

## История
Согласно «Спискам населённых мест Российской империи» (по сведениям 1870—1872 годов), село Егорьевское имело 7 дворов, где проживало 32 человека (12 мужчин и 20 женщин). К 1907 году, по данным «Списка населённых мест Костромской губернии», число дворов в селе сократилось до трёх. Малое число жителей объясняется тем, что село Георгиевское исторически представляло собой церковный погост с храмом и домами причта, тогда как его приход был весьма обширен. Так, в 1911 году в приход Георгиевской церкви входили 16 окрестных селений с общим числом жителей более 2400 человек.

### Административно-территориальная принадлежность
До декабря 1796 года село входило в состав Костромского наместничества, затем — Костромской губернии. Церковь была приписана к Луховскому духовному правлению, а со второй половины XIX века числилась в 8-м Кинешемском благочинническом округе Костромской епархии. В начале XX века село относилось к Ильинской волости Кинешемского уезда. В советский период и до 2000-х годов входило в Стиберский сельсовет.

## Население
| 1872 | 2002 | 2010 |
| ---- | ---- | ---- |
| 32   | ↘5   | ↗10  |

Историческая численность населения
- 1872 год — 32 чел. (12 муж., 20 жен.)[4]
- 1911 год (в приходе) — 2417 чел. (1165 муж., 1252 жен.)[3]
- 2002 год — 5 чел., все русские[2]

## Храм Георгия Победоносца
Центром села является храмовый комплекс Георгия Победоносца. Церковь стоит на высоком, полого спускающемся к Волге береговом откосе. Каменный храм был построен на средства прихожан. Основной объём (четверик) возведён в 1813 году, а полное построение храма датируется 1816 годом. Трапезная и колокольня были пристроены несколько позднее. Во второй половине XIX века комплекс вместе с кладбищем был обнесён кирпичной оградой с тремя воротами. В северную стену ограды встроен дом причта конца XIX века.
Архитектурный стиль комплекса сочетает классицизм с элементами барокко. Все постройки кирпичные. Комплекс хорошо сохранился. Представляет собой образец классицизма с элементами барокко. Играет значительную роль в окружающем пейзаже. Сохранилась масляная живопись, созданная во второй трети XIX века и частично поновлённая в середине XX века. Композиции выполнены в духе барокко и характеризуются разнообразными сюжетами, в фигурах отдельных святых заметно влияние древнерусской живописи. Главный иконостас храма выполнен второй трети XIX века и представляет собой выдающееся для этого региона произведение. Торжественная и парадная композиция главного иконостаса выполнена в духе классицизма, резной декор — в духе барокко, иконы — в традициях древнерусской живописи.
Согласно справочной книге 1911 года, Георгиевская церковь в селе Валы (Георгиевское) была построена в 1816 году на средства прихожан. Упоминается каменная ограда и кладбище при ограде. Имелось три престола: великомученника Георгия Победоносца, Николая Чудотворца и преподобного Сергия Радонежского. Причт включал священника, диакона и псаломщика. Постоянные средства причта составляли: жалование от казны священнику 105 рублей 84 копеек, псаломщику 35 рублей 28 копеек, а также проценты с общего причтового капитала в 250 рублей. Церковная земля в пользовании включала 4 десятины луговой, 14 десятин пахотной и 33 десятины неудобной земли.
Прихожан было 1165 мужского пола и 1252 женского пола. Занимались они сельским хозяйством, отчасти отхожими промыслами. Приходских селений имелось 16, в 6 верстах от храма. В приходе было две земские школы.
В 1913 году, во время путешествия по Волге, храм посетил император Николай II с семьёй. В советское время храм не закрывался и сохранил своё первоначальное убранство, однако в XX веке пострадал от краж, в том числе была похищена икона, по преданию, подаренная императором.

### Современность
В настоящее время Свято-Георгиевский храм является действующим. Приход относится к Кинешемской епархии Русской православной церкви. В память о визите императора в 1913 году, в августе 2022 года на территории храма был установлен и освящён бюст Николая II. Кроме того, крест главного купола был украшен царским вензелем в виде имперской короны.
С 1998 года при храме действует реабилитационный центр для наркозависимых. Руководителем прихода и центра является игумен Силуан (Роубо).

## Инфраструктура
В селе имеются: действующий храм, бюст императора Николая II, два кладбища (старое у храма и новое), приходской дом

## Транспорт
Село, как и всё левобережье Кинешемского района, не имеет постоянного транспортного сообщения с правобережной частью. Дорожная сеть развита слабо, маршруты общественного транспорта отсутствуют. Зимой связь с районным центром осуществляется по льду через Волгу, в период навигации — на частных лодках или паромной переправе.